# Брайарвуд (линия Куинс-бульвара, Ай-эн-ди)
|   |     |     |     |     |   |
| · | · л | · э | · э | · л | · |

|   |     |     |     |     |   |
| · | · л | · э | · э | · л | · |

«Брайарвуд» (англ. Briarwood) — станция Нью-Йоркского метрополитена, расположенная на линии Куинс-бульвара, Ай-эн-ди. Станция находится в Куинсе, в округе Брайарвуд, на пересечении 84-й драйв и бульвара Ван-Уайк. На станции останавливаются маршруты: E (вечером, ночью и в выходные), F (круглосуточно) и <F> (в часы пик в пиковом направлении). Станцию проходит без остановки маршрут E (в будни днём).
Станция открыта 24 апреля 1937 года в составе второй очереди линии Куинс-бульвара, Ай-эн-ди. Она представлена двумя боковыми платформами, расположенными на четырёхпутном участке линии. Колонны на станции окрашены в голубой цвет. Стены отделаны плиткой. Название станции изображено на стенах в виде мозаики и на колоннах в виде чёрных табличек.
Станция имеет только один выход — в центре платформ. Имеется мезонин. Правда, турникеты расположены таким образом, что бесплатно перейти с одной платформы на другую нельзя. Выход приводит к перекрёстку Мейн-стрит и Куинс-бульвар.
К востоку от этой станции от линии ответвляется двухпутная линия Арчер-авеню (маршрут E вечером, ночью и в выходные), она была присоединена к линии Куинс-бульвара в 1988 году. На пути линии Арчер-авеню поезд может попасть и с локальных, и с экспресс-путей. Линия Куинс-бульвара поворачивает на север, оставаясь четырёхпутной (маршруты F круглосуточно и <F> в часы пик в пиковом направлении). К западу от станции между локальными и экспресс-путями обоих направлений образуются ещё два пути, которые поворачивают на север в депо «Джамейка».
С момента открытия и до 1998 года станция имела другое название: Ван-Уайк-бульвар. Однако впоследствии подверглась переименованию дважды: сначала в 1998 году, когда к названию было добавлено наименование района — Брайарвуд — Ван-Уайк-бульвар, а затем в апреле 2015 года, в результате чего вторая, историческая часть составного названия была убрана. Решение о последнем переименовании было принято ещё в 2014 году, так как выход в город не приводит непосредственно к бульвару Ван-Уайк, хотя географически станция его и пересекает.

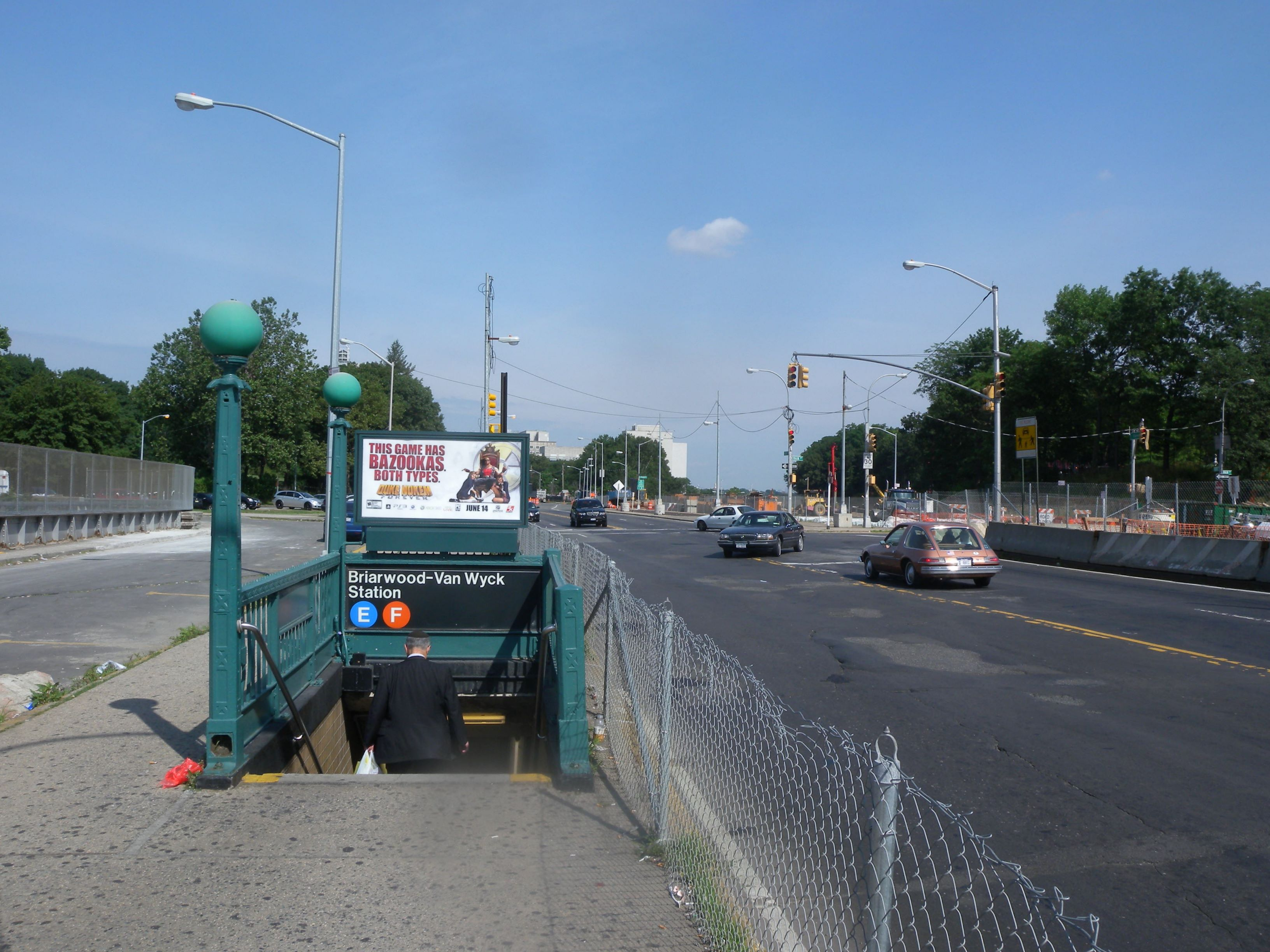
Вход на станцию, ликвидированный в 2011 году
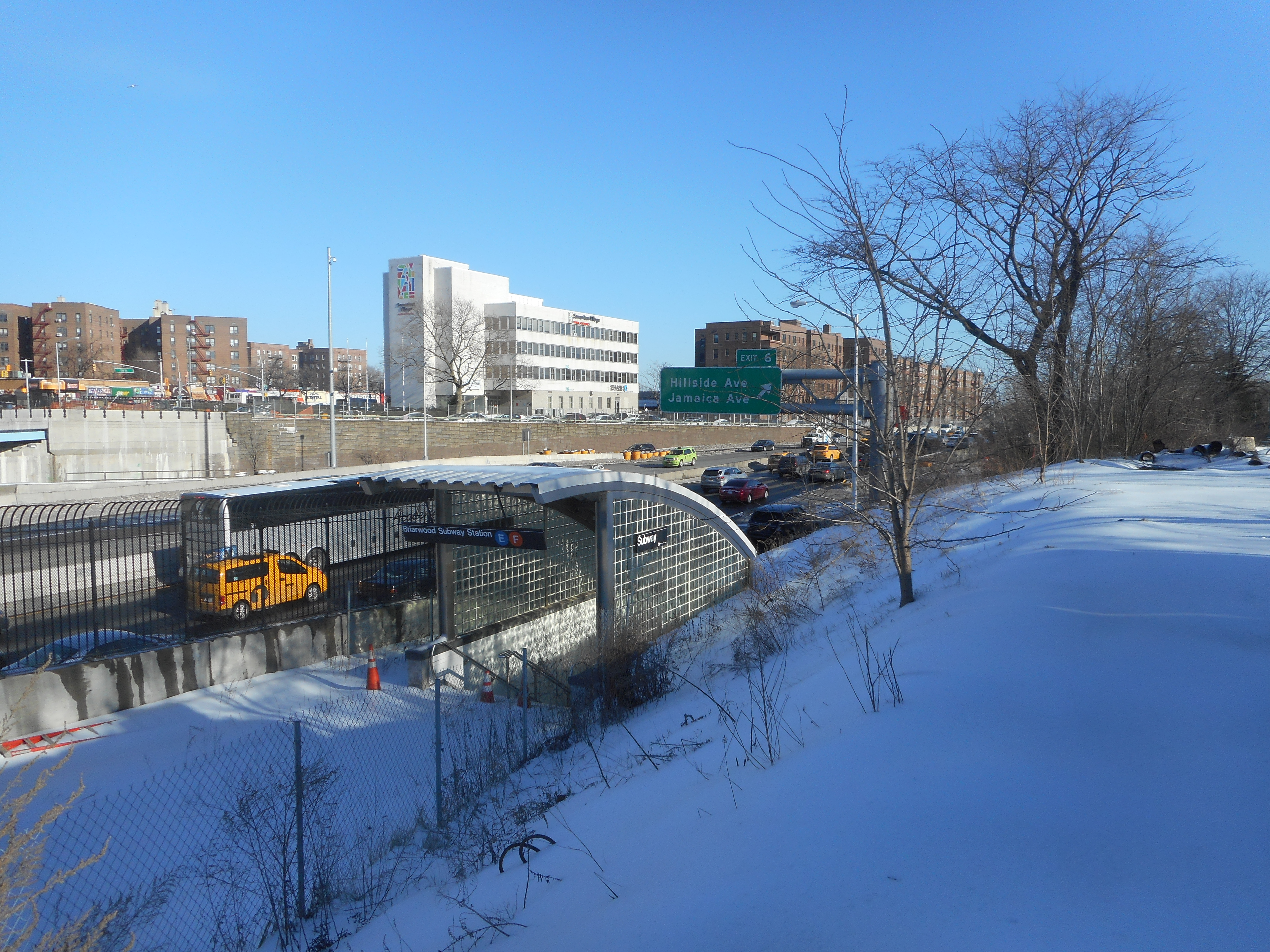
Вход, построенный в 2014 году

## Станция в кинематографе
В 1988 году станция была запечатлена в кинематографе — в фильме «Поездка в Америку». Станция запечатлена в одной из сцен фильма (когда главный герой фильма Аким пытается догнать свою любовницу Лису Макдауэлл, чтобы уговорить выйти за него замуж и уехать с ним в африканское королевство Замунда, принцем которого и является Аким). Название станции упоминается в диалоге, запечатлено её название. Аким с Лисой садятся в поезд маршрута E и едут до следующей станции — Сатфин-бульвар, но сцена на этой станции в действительности была снята на Хойт-стрит — Скермерхорн-стрит.